# تئودورا حداد
تئودورا حدّاد (؟ - ۱۸۸۹) ادیب لبنانی بود. او بر زبان‌های فرانسوی و انگلیسی تسلط داشت و به آموزش نوین در مدرسه‌های لبنان پرداخت.